# 마가레테 쉬테-리호츠키
마가레테 그레테 리호츠키(독일어: Margarete "Grete" Lihotzky, 1897년 1월 23일 ~ 2000년 1월 18일)는 오스트리아의 건축가이자 나치 독일에 저항한 공산주의 레지스탕스 대원이다. 기능주의 디자인을 대표하는 프랑크푸르트 부엌을 디자인한 것으로 유명하다.

## 유년기와 교육
1897년 1월 23일 빈 마르가레텐의 부유한 부르주아 집안에서 태어났다. 조부 구스타프 리호츠키는 당시 오헝제국 영토였던 체르니우치 시장에 올라간 인물이었고 어머니 줄리 보데는 미술사가 빌헬름 폰 보데와 친척 지간이었다. 아버지 에르빈 리호츠키는 자유주의적 사상을 가진 공무원이었는데, 합스부르크가의 몰락과 오스트리아 공화국의 건국을 반기는 사람이었다.
지금의 빈 응용예술대학교인 미술공예학교(Kunstgewerbeschule)의 첫번째 여학생으로 입학해 건축을 공부했다. 하마터면 입학하지 못할 뻔 했으나 구스타프 클림트의 추천서를 받아 겨우 입학 허가를 얻어낸다. 1997년 100번째 생일을 맞아 과거를 회상하며 "1916년에는 아무도 여성이 집을 설계할 수 있다고 생각하지 못했다. 심지어 나 자신도."라는 말을 남겼다. 오스카르 슈트르나트에게 사사한 리호츠키는 대학 재학생 시절 공모전에서 입상하며 건축가 경력을 시작하게 된다. 슈트르나트는 편안하면서 저렴한 노동자용 주거 공간을 설계했다. 붉은 빈으로 수식되는 빈 공동주택 발전사의 중요 인물이다. 슈트르나트에게 영감을 받은 리호츠키는 기능이 곧 미래 디자인의 충족 요건이 될 것이라고 생각했다. 졸업 후 아돌프 로스와 함께 일하며 제1차 대전 상이군인을 위한 숙소를 설계했다.

## 수상
- 1992년 오스트리아 문화 예술 훈장[5]

## 참고 문헌
1. ↑  Bois, Marcel. “A Communist Designed Your Kitchen” (미국 영어). 2023년 3월 11일에 확인함.
2. 1 2  “Margarete Schütte-Lihotzky: 'Sie haben gedacht, ich würde verhungern'”. 《die Standard》. 2023년 3월 11일에 확인함.
3. ↑  “Margarete Schütte-Lihotzky: 'Sie haben gedacht, ich würde verhungern'”. 2023년 3월 11일에 확인함. Sie haben gedacht, ich würde verhungern ... 1916 konnte sich niemand vorstellen, dass man eine Frau damit beauftragt, ein Haus zu bauen – nicht einmal ich selbst.
4. ↑  Schütte-Lihotzky, Margarete (2004). 《Warum ich Architektin wurde》. Salzburg. ISBN 978-3-7017-1369-1.
5. ↑  “국회 질의 응답” (PDF) (독일어).